# Abgangnizoun
Abgangnizoun è una città situata nel dipartimento di Zou nello Stato del Benin con 61 743 abitanti (stima 2006).